# Northland (Nieuw-Zeeland)
Northland is de meest noordelijke regio van Nieuw-Zeeland.
Het omvat 80% van het Northlandschiereiland (20% is Aucklandregio) en is gekend als de warmste regio van het land.